# Берёзовка (микрорайон, Хабаровск)
Берёзовка — бывший посёлок городского типа, ныне микрорайон в составе Краснофлотского района Хабаровска Хабаровского края Российской Федерации.

## География
Расположен в северо-восточной части города возле Ореховой сопки.

## История
В 1896 году переселенцами из Черниговской, Винницкой и Тверской губерний основано село Берёзовка.
В 1900 году построена первая школа. До её постройки дети учились в часовне, которая находилась тут ещё до прихода первопоселенцев. Строительство школы обошлось в 1000 рублей. В школе учились 17 мальчиков и 12 девочек.
В 1905 году в Берёзовке построили библиотеку, стройку спонсировало Хабаровское общество народных чтений. В 1914 году в селе построена церковь.
В 1920 году в селе установили советскую власть, здание церкви в 1927 году переделали под клуб, а в 1948 году — демонтировали.
Великая Отечественная война обошлась для Берёзовки тяжело — половина населения ушло на фронт, много погибло. Домой вернулось около 10 мужчин.
В 1953 году в селе построена средняя школа.
В 1961 году введена в строй Берёзовская птицефабрика. Тогда она была крупнейшей на Дальнем Востоке.
В июне 1975 года на территории Берёзовки было начато строительство Хабаровской ТЭЦ-3, которая стала одной из мощнейших на Дальнем Востоке, после Приморской ГРЭС в Лучегорске. Её строительство было окончено спустя 10 лет — в 1985 году. Теплоэлектростанция отапливала село и Краснофлотский и часть Железнодорожного районов Хабаровска.
В 1989 году Берёзовка стала рабочим посёлком.
В 1994 году пгт Берёзовка вошёл в состав Краснофлотского района Хабаровска.

## Инфраструктура
В микрорайоне имеется 7 продовольственных магазинов, 4 аптеки, торговый центр, детская и взрослая поликлиники, 2 школы, школа-интернат, 3 детских сада, дом культуры, храм (не достроен).